# Mesonchium pellucidum
Mesonchium pellucidum är en rundmaskart som först beskrevs av Nathan Augustus Cobb 1920.  Mesonchium pellucidum ingår i släktet Mesonchium och familjen Comesomatidae. Inga underarter finns listade i Catalogue of Life.